# Crepúsculo

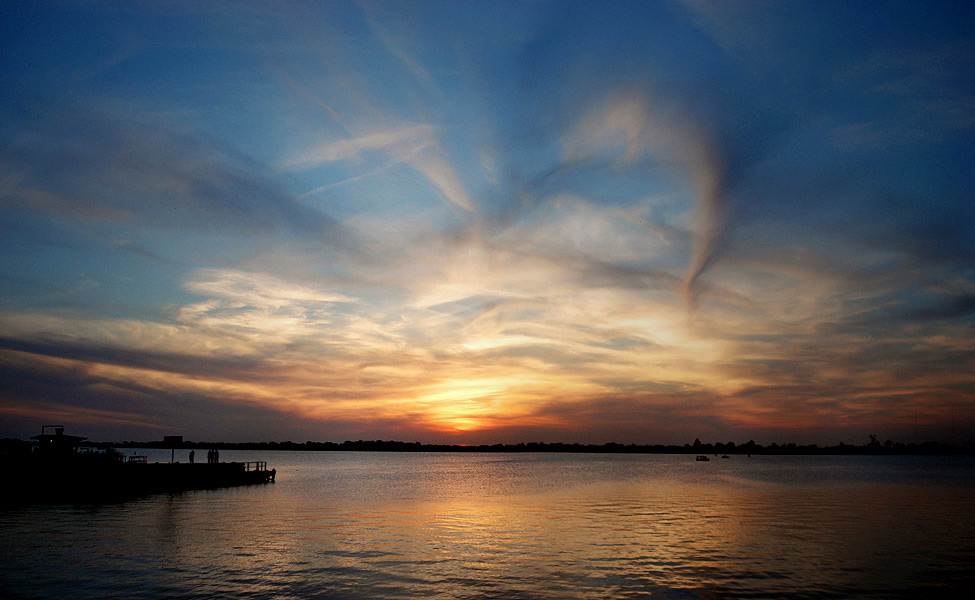
Crepúsculo no Rio Guaíba, em Porto Alegre.

Crepúsculo (do termo latino crepuscŭlum) ou lusco-fusco são os instantes em que o céu próximo ao horizonte no poente ou nascente toma uma cor gradiente, entre o azul do dia e o escuro da noite. Normalmente, acontecem no instante em que o Sol, "ao nascer" ou "se pôr", encontra-se escondido porém próximo à linha do horizonte, iluminando as camadas superiores da atmosfera. Em alguns casos, como em regiões montanhosas, o crepúsculo pode ocorrer antes do pôr do sol ou depois do nascer do astro. No crepúsculo, os navegadores conferem sua posição estimada, comparando a abertura esperada em graus com a observada do horizonte ao astro.

## Definições por geometria
O crepúsculo ocorre de acordo com o ângulo de elevação solar θs, que é a posição do centro geométrico do Sol em relação ao horizonte. Existem três subcategorias estabelecidas e amplamente aceitas de crepúsculo: crepúsculo civil (mais próximo do horizonte), crepúsculo náutico e crepúsculo astronômico (mais distante do horizonte).

## Tipos de crepúsculo
É feita uma distinção entre:
- Amanhecer, também conhecido como amanhecer (antes do nascer do sol) – a transição matinal da escuridão da noite para o brilho do dia – e
- Crepúsculo (após o pôr do sol) – a transição noturna da luz do dia para a escuridão da noite.

Por definição o nascer do sol é o momento em que a borda superior do disco solar cruza o horizonte geocêntrico ou verdadeiro. Isso significa que o amanhecer termina com o aparecimento da borda superior do disco solar acima deste horizonte. Por outro lado, o crepúsculo começa com o desaparecimento da borda superior do disco do Sol abaixo deste horizonte. O período de tempo durante o qual o disco solar aparece ou afunda pertence assim ao dia e não ao crepúsculo, mesmo que o brilho do sol ainda esteja aumentando ou já diminuindo durante este período de tempo.
No decorrer do crepúsculo, as fases podem ser distinguidas e delineadas de acordo com a baixa intensidade do sol abaixo do horizonte. Para este propósito, a posição do sol abaixo do horizonte é dada como o ângulo de profundidade do centro do disco solar. De acordo com a profundidade do crepúsculo, geralmente é feita uma distinção entre três fases do crepúsculo, cujo final é terminado por um determinado ângulo, como:
- Crepúsculo civil – leitura ao ar livre já/ainda possível (ângulo de profundidade de até 6 graus)
- crepúsculo náutico – horizonte (linha do lombo) já ou apenas reconhecível e algumas estrelas apenas/já visíveis, com base nas quais existe a possibilidade de navegação náutica (ângulo de profundidade de até 12 graus)
- crepúsculo astronômico – até a escuridão máxima da noite profunda ou do final dela (ângulo de profundidade de até 18 graus)

Como resultado de inúmeras fontes de iluminação terrestre, em muitos lugares não há céu noturno completamente preto após o fim do crepúsculo astronômico; Esse clareamento também é conhecido como poluição luminosa.

## Em outros planetas
O crepúsculo em Marte é mais longo do que na Terra, durando até duas horas antes do nascer do sol ou após o pôr do sol. A poeira no alto da atmosfera espalha a luz para o lado noturno do planeta. Crepúsculos semelhantes são vistos na Terra após grandes erupções vulcânicas.